# Bevke
Bevke est un village de la municipalité de Vrhnika, dans le centre de la Slovénie, à environ 13 km au sud-ouest de la capitale, Ljubljana.

## Géographie
Le village se trouve dans la zone des marais de Ljubljana (Ljubljansko barje), à l'est de la ville de Vrhnika.
Sa population est de 990 habitants en 2020.

## Histoire

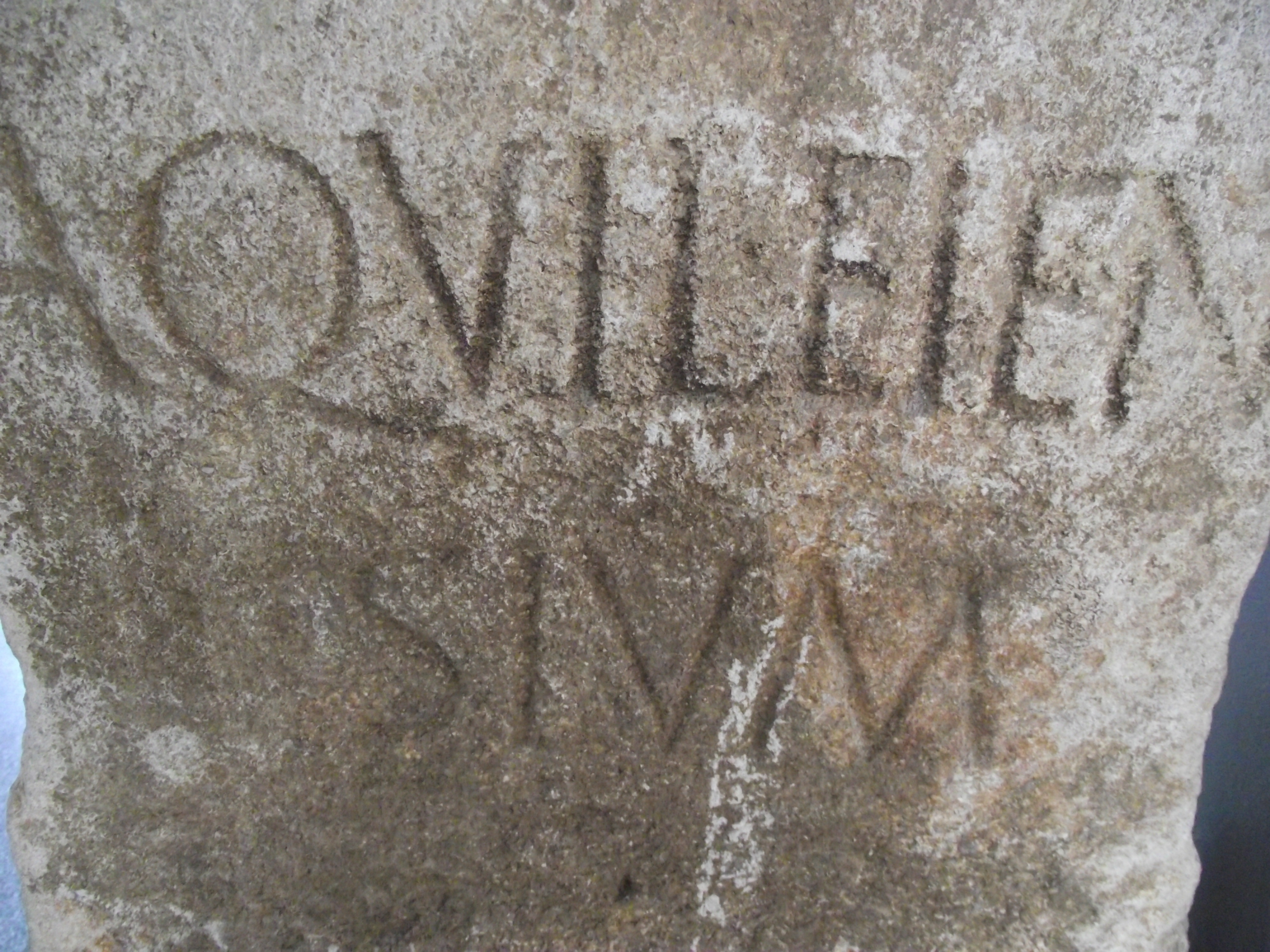
Borne frontière entre le territoire d'Aquilée (ici) et celui d'Emona. Lapidarium du Musée national de Slovénie.

Près de ce village a été découverte en 2001, dans le lit de la rivière Ljubljanica, une borne-frontière en calcaire qui marquait la limite entre le territoire d'Aquilée et celui d'Emona. Cette borne, qui date du début de l'Empire romain, montre qu'Emona faisait déjà partie de l'Italie, comme Aquilée, contrairement à ce que croyaient jusque là la plupart des historiens. En effet, selon l'usage romain, les deux territoires marqués par une telle borne devaient appartenir à la même subdivision de l'Empire.